# Sargis Sargsian
Sargis Sargsian (armeniska: Սարգիս Սարգսյան) född 3 juni 1973 i Jerevan, är en armenisk före detta tennisspelare. 
Sargsian blev proffs år 1995 och har vunnit en singel- och två dubbeltitlar under sin karriär på ATP-touren. Vid de olympiska sommarspelen 1996 och 2000 representerade han Armenien. Han deltog även vid OS 2004 i Aten. Han nådde sina högsta rankingar i både singel och dubbel år 2004 (38 i singel och 33 i dubbel). Sargsian lade av med tennisen år 2006 och är numer bosatt i Florida i USA.